# Vyšná Boca
Vyšná Boca este o comună slovacă, aflată în districtul Liptovský Mikuláš din regiunea Žilina. Localitatea se află la altitudinea de 950 m deasupra n.m., se întinde pe o suprafață de 20,59 km2 și în 2017 număra 104 locuitori.

## Istoric
Localitatea Vyšná Boca este atestată documentar din 1470.

## Demografie
| An:                | 1994 | 2004   | 2014   | 2024    |
| ------------------ | ---- | ------ | ------ | ------- |
| Număr de persoane: | 107  | 108    | 109    | 93      |
| Diferență:         |      | +0,93% | +0,92% | −14,67% |

| An:                | 2023 | 2024   |
| ------------------ | ---- | ------ |
| Număr de persoane: | 94   | 93     |
| Diferență:         |      | −1,06% |